# Nguyễn Văn Phan
Nguyễn Văn Phan (sinh ngày 30 tháng 6 năm 1929) là một cựu vận động viên môn bơi người Việt Nam. Cùng với 7 vận động viên khác, ông đã đại diện Việt Nam dự Thế vận hội mùa hè 1952 ở Helsinki, Phần Lan. Tại đây ông đã tham gia thi đấu nội dung bơi 100m tự do nam và về đích với thành tích 1 phút 05 giây. Đây cũng là lần đầu tiên Việt Nam có mặt tại Thế Vận hội.